# إبراهيم باكير
إبراهيم باكير 1273 – 1362 هـ (1856 – 1943)
فقيه وأديب من أهل طرابلس الغرب ولد وتوفى بها.

## لقبه
كان يلقب بشيخ مشائخ القطر الطرابلسى.

## اسفاره
أقام بـ دمشق حوالى ثمانى سنوات

## عمله
عندما عاد إلى طرابلس عين فيها «حاكما» بالمحكمة العليا واستمر بها لـ 15 سنة حتى وفاته.

## مؤلفاته
لديه مؤلفات منها:
- «فتاوى» على المذهب الحنفي
- «منظومة» في الحكمة والأدب
- رسالة في «علم البيان»
- رسالة في «علم المنطق»
- منظومة في «المقولات» وشرحها
- «ديوان» منظوماته